# Jerzy Gryt (żużlowiec)
Jerzy Gryt (ur. 12 marca 1943 w Rybniku) – polski żużlowiec i trener sportu żużlowego.
Przez całą karierę żużlową (1965–1976) reprezentował klub ROW Rybnik, zdobywając sześć złotych (1965, 1966, 1967, 1968, 1970, 1972) oraz trzy brązowe (1969, 1971, 1974) medale Drużynowych Mistrzostw Polski. W 1973 r. zdobył brązowy medal Mistrzostw Polski Par Klubowych.
Pięciokrotnie startował w finałach Indywidualnych Mistrzostw Polski, w 1971 r. zdobywając złoty, a w 1973 r. – brązowy medal (w obu przypadkach w Rybniku). W 1972 r. zajął IX m. w rozegranym w Miszkolcu półfinale kontynentalnym (eliminacji Indywidualnych Mistrzostw Świata).
Po zakończeniu czynnej kariery pracował jako trener w rybnickim klubie.